# 2000年のナショナルリーグチャンピオンシップシリーズ
2000年の野球において、メジャーリーグベースボール（MLB）のポストシーズンは10月3日に開幕した。ナショナルリーグの第31回リーグチャンピオンシップシリーズ（31st National League Championship Series、以下「リーグ優勝決定戦」と表記）は、11日から16日にかけて計5試合が開催された。その結果、ニューヨーク・メッツ（東地区）がセントルイス・カージナルス（中地区）を4勝1敗で下し、14年ぶり4回目のリーグ優勝およびワールドシリーズ進出を果たした。
カージナルスが地区シリーズでアトランタ・ブレーブスに勝利したため、1990年以来10年ぶりに、ブレーブスが出場しないナショナルリーグ優勝決定戦となった。メッツとカージナルスがポストシーズンで対戦するのはこれが初めて。この年のレギュラーシーズンでは両球団は9試合対戦し、メッツが6勝3敗と勝ち越していた。シリーズMVPには、優勝を決めた第5戦で完封勝利を挙げるなど、2試合16.0イニングで2勝0敗・防御率0.00という成績を残したメッツのマイク・ハンプトンが選出された。しかしメッツは、ワールドシリーズではアメリカンリーグ王者ニューヨーク・ヤンキースに1勝4敗で敗れ、14年ぶり3度目の優勝を逃した。
カージナルスの敗退が決まった10月16日、同球団本拠地ミズーリ州セントルイスの近郊で軽飛行機の墜落事故があり、搭乗していた現職州知事メルヴィン・ユージーン・カーナーンが死亡した。このとき地元メディアは、翌17日に同市内ワシントン大学で開催される大統領選挙の第3回公開討論会、およびニューヨーク州ニューヨークでの今シリーズに取材陣を多く割いていたため、カーナーンの死についての対応が遅れたとされる。

## 試合結果
2000年のナショナルリーグ優勝決定戦は10月11日に開幕し、途中に移動日を挟んで6日間で5試合が行われた。日程・結果は以下の通り。
| 日付                                                 | 試合  | ビジター球団（先攻）       | スコア | ホーム球団（後攻）         | 開催球場             | 開催球場                                  |
| ---------------------------------------------------- | ----- | -------------------------- | ------ | -------------------------- | -------------------- | ----------------------------------------- |
| 10月11日（水）                                       | 第1戦 | ニューヨーク・メッツ       | 6－2   | セントルイス・カージナルス | ブッシュ・スタジアム | ブッシュ・ · スタジアムシェイ・スタジアム |
| 10月12日（木）                                       | 第2戦 | ニューヨーク・メッツ       | 6－5   | セントルイス・カージナルス | ブッシュ・スタジアム | ブッシュ・ · スタジアムシェイ・スタジアム |
| 10月13日（金）                                       |       | 移動日                     | 移動日 | 移動日                     |                      | ブッシュ・ · スタジアムシェイ・スタジアム |
| 10月14日（土）                                       | 第3戦 | セントルイス・カージナルス | 8－2   | ニューヨーク・メッツ       | シェイ・スタジアム   | ブッシュ・ · スタジアムシェイ・スタジアム |
| 10月15日（日）                                       | 第4戦 | セントルイス・カージナルス | 6－10  | ニューヨーク・メッツ       | シェイ・スタジアム   | ブッシュ・ · スタジアムシェイ・スタジアム |
| 10月16日（月）                                       | 第5戦 | セントルイス・カージナルス | 0－7   | ニューヨーク・メッツ       | シェイ・スタジアム   | ブッシュ・ · スタジアムシェイ・スタジアム |
| 優勝：ニューヨーク・メッツ（4勝1敗 / 14年ぶり4度目） |       |                            |        |                            |                      | ブッシュ・ · スタジアムシェイ・スタジアム |

### 第1戦 10月11日
- ブッシュ・スタジアム（ミズーリ州セントルイス）

|                            | 1 | 2 | 3 | 4 | 5 | 6 | 7 | 8 | 9 | R | H | E |
| -------------------------- | - | - | - | - | - | - | - | - | - | - | - | - |
| ニューヨーク・メッツ       | 2 | 0 | 0 | 0 | 1 | 0 | 0 | 0 | 3 | 6 | 8 | 3 |
| セントルイス・カージナルス | 0 | 0 | 0 | 0 | 0 | 0 | 0 | 0 | 2 | 2 | 9 | 0 |

1. 勝利：マイク・ハンプトン（1勝）
2. 敗戦：ダリル・カイル（1敗）
3. 本塁打
NYM：トッド・ジール1号ソロ、ジェイ・ペイトン1号2ラン
4. 審判
［球審］ブルース・フローミング
［塁審］一塁: ティム・チダ、二塁: エド・ラピュアーノ、三塁: デイル・スコット
［外審］左翼: デイナ・デムス、右翼: スティーブ・リプリー
5. 夜間試合  試合時間: 3時間8分  観客: 5万2255人  気温: 69°F（20.6°C）
詳細: Baseball-Reference.com

| ニューヨーク・メッツ | ニューヨーク・メッツ | ニューヨーク・メッツ | ニューヨーク・メッツ | ニューヨーク・メッツ                                                                                            | セントルイス・カージナルス | セントルイス・カージナルス | セントルイス・カージナルス | セントルイス・カージナルス | セントルイス・カージナルス                                                                                |
| -------------------- | -------------------- | -------------------- | -------------------- | --- | -------------------------- | -------------------------- | -------------------------- | -------------------------- | --- |
| 打順                 | 守備                 | 選手                 | 打席                 | M・ハンプトンM・ピアッツァT・ジールE・アルフォンゾR・ベンチュラM・ボーディックB・アグバヤニJ・ペイトンT・ペレス | 打順                       | 守備                       | 選手                       | 打席                       | D・カイルC・ヘルナンデスW・クラークF・ビーニャP・ポランコE・レンテリアJ・ドリューJ・エドモンズE・デービス |
| 1                    | 右                   | T・ペレス            | 左                   | M・ハンプトンM・ピアッツァT・ジールE・アルフォンゾR・ベンチュラM・ボーディックB・アグバヤニJ・ペイトンT・ペレス | 1                          | 二                         | F・ビーニャ                | 左                         | D・カイルC・ヘルナンデスW・クラークF・ビーニャP・ポランコE・レンテリアJ・ドリューJ・エドモンズE・デービス |
| 2                    | 二                   | E・アルフォンゾ      | 右                   | M・ハンプトンM・ピアッツァT・ジールE・アルフォンゾR・ベンチュラM・ボーディックB・アグバヤニJ・ペイトンT・ペレス | 2                          | 遊                         | E・レンテリア              | 右                         | D・カイルC・ヘルナンデスW・クラークF・ビーニャP・ポランコE・レンテリアJ・ドリューJ・エドモンズE・デービス |
| 3                    | 捕                   | M・ピアッツァ        | 右                   | M・ハンプトンM・ピアッツァT・ジールE・アルフォンゾR・ベンチュラM・ボーディックB・アグバヤニJ・ペイトンT・ペレス | 3                          | 中                         | J・エドモンズ              | 左                         | D・カイルC・ヘルナンデスW・クラークF・ビーニャP・ポランコE・レンテリアJ・ドリューJ・エドモンズE・デービス |
| 4                    | 三                   | R・ベンチュラ        | 左                   | M・ハンプトンM・ピアッツァT・ジールE・アルフォンゾR・ベンチュラM・ボーディックB・アグバヤニJ・ペイトンT・ペレス | 4                          | 右                         | E・デービス                | 右                         | D・カイルC・ヘルナンデスW・クラークF・ビーニャP・ポランコE・レンテリアJ・ドリューJ・エドモンズE・デービス |
| 5                    | 一                   | T・ジール            | 右                   | M・ハンプトンM・ピアッツァT・ジールE・アルフォンゾR・ベンチュラM・ボーディックB・アグバヤニJ・ペイトンT・ペレス | 5                          | 一                         | W・クラーク                | 左                         | D・カイルC・ヘルナンデスW・クラークF・ビーニャP・ポランコE・レンテリアJ・ドリューJ・エドモンズE・デービス |
| 6                    | 左                   | B・アグバヤニ        | 右                   | M・ハンプトンM・ピアッツァT・ジールE・アルフォンゾR・ベンチュラM・ボーディックB・アグバヤニJ・ペイトンT・ペレス | 6                          | 捕                         | C・ヘルナンデス            | 右                         | D・カイルC・ヘルナンデスW・クラークF・ビーニャP・ポランコE・レンテリアJ・ドリューJ・エドモンズE・デービス |
| 7                    | 中                   | J・ペイトン          | 右                   | M・ハンプトンM・ピアッツァT・ジールE・アルフォンゾR・ベンチュラM・ボーディックB・アグバヤニJ・ペイトンT・ペレス | 7                          | 左                         | J・ドリュー                | 左                         | D・カイルC・ヘルナンデスW・クラークF・ビーニャP・ポランコE・レンテリアJ・ドリューJ・エドモンズE・デービス |
| 8                    | 遊                   | M・ボーディック      | 右                   | M・ハンプトンM・ピアッツァT・ジールE・アルフォンゾR・ベンチュラM・ボーディックB・アグバヤニJ・ペイトンT・ペレス | 8                          | 三                         | P・ポランコ                | 右                         | D・カイルC・ヘルナンデスW・クラークF・ビーニャP・ポランコE・レンテリアJ・ドリューJ・エドモンズE・デービス |
| 9                    | 投                   | M・ハンプトン        | 右                   | M・ハンプトンM・ピアッツァT・ジールE・アルフォンゾR・ベンチュラM・ボーディックB・アグバヤニJ・ペイトンT・ペレス | 9                          | 投                         | D・カイル                  | 右                         | D・カイルC・ヘルナンデスW・クラークF・ビーニャP・ポランコE・レンテリアJ・ドリューJ・エドモンズE・デービス |
| 先発投手             | 先発投手             | 先発投手             | 投球                 | M・ハンプトンM・ピアッツァT・ジールE・アルフォンゾR・ベンチュラM・ボーディックB・アグバヤニJ・ペイトンT・ペレス | 先発投手                   | 先発投手                   | 先発投手                   | 投球                       | D・カイルC・ヘルナンデスW・クラークF・ビーニャP・ポランコE・レンテリアJ・ドリューJ・エドモンズE・デービス |
| M・ハンプトン        | M・ハンプトン        | M・ハンプトン        | 左                   | M・ハンプトンM・ピアッツァT・ジールE・アルフォンゾR・ベンチュラM・ボーディックB・アグバヤニJ・ペイトンT・ペレス | D・カイル                  | D・カイル                  | D・カイル                  | 右                         | D・カイルC・ヘルナンデスW・クラークF・ビーニャP・ポランコE・レンテリアJ・ドリューJ・エドモンズE・デービス |

### 第2戦 10月12日
- ブッシュ・スタジアム（ミズーリ州セントルイス）

|                            | 1 | 2 | 3 | 4 | 5 | 6 | 7 | 8 | 9 | R | H  | E |
| -------------------------- | - | - | - | - | - | - | - | - | - | - | -- | - |
| ニューヨーク・メッツ       | 2 | 0 | 1 | 0 | 0 | 0 | 0 | 2 | 1 | 6 | 9  | 0 |
| セントルイス・カージナルス | 0 | 1 | 0 | 0 | 2 | 0 | 0 | 2 | 0 | 5 | 10 | 3 |

1. 勝利：ターク・ウェンデル（1勝）
2. セーブ：アーマンド・ベニテス（1S）
3. 敗戦：マイク・ティムリン（1敗）
4. 本塁打
NYM：マイク・ピアッツァ1号ソロ
5. 審判
［球審］ティム・チダ
［塁審］一塁: エド・ラピュアーノ、二塁: デイル・スコット、三塁: デイナ・デムス
［外審］左翼: スティーブ・リプリー、右翼: ブルース・フローミング
6. 夜間試合  試合時間: 3時間59分  観客: 5万2250人  気温: 74°F（23.3°C）
詳細: Baseball-Reference.com

| ニューヨーク・メッツ | ニューヨーク・メッツ | ニューヨーク・メッツ | ニューヨーク・メッツ | ニューヨーク・メッツ                                                                                      | セントルイス・カージナルス | セントルイス・カージナルス | セントルイス・カージナルス | セントルイス・カージナルス | セントルイス・カージナルス                                                                                           |
| -------------------- | -------------------- | -------------------- | -------------------- | --- | -------------------------- | -------------------------- | -------------------------- | -------------------------- | --- |
| 打順                 | 守備                 | 選手                 | 打席                 | A・ライターM・ピアッツァT・ジールE・アルフォンゾR・ベンチュラK・アボットB・アグバヤニJ・ペイトンT・ペレス | 打順                       | 守備                       | 選手                       | 打席                       | R・アンキールE・マレーロW・クラークF・ビーニャF・タティスE・レンテリアR・ランク · フォードJ・エドモンズS・ダンストン |
| 1                    | 右                   | T・ペレス            | 左                   | A・ライターM・ピアッツァT・ジールE・アルフォンゾR・ベンチュラK・アボットB・アグバヤニJ・ペイトンT・ペレス | 1                          | 二                         | F・ビーニャ                | 左                         | R・アンキールE・マレーロW・クラークF・ビーニャF・タティスE・レンテリアR・ランク · フォードJ・エドモンズS・ダンストン |
| 2                    | 二                   | E・アルフォンゾ      | 右                   | A・ライターM・ピアッツァT・ジールE・アルフォンゾR・ベンチュラK・アボットB・アグバヤニJ・ペイトンT・ペレス | 2                          | 遊                         | E・レンテリア              | 右                         | R・アンキールE・マレーロW・クラークF・ビーニャF・タティスE・レンテリアR・ランク · フォードJ・エドモンズS・ダンストン |
| 3                    | 捕                   | M・ピアッツァ        | 右                   | A・ライターM・ピアッツァT・ジールE・アルフォンゾR・ベンチュラK・アボットB・アグバヤニJ・ペイトンT・ペレス | 3                          | 中                         | J・エドモンズ              | 左                         | R・アンキールE・マレーロW・クラークF・ビーニャF・タティスE・レンテリアR・ランク · フォードJ・エドモンズS・ダンストン |
| 4                    | 一                   | T・ジール            | 右                   | A・ライターM・ピアッツァT・ジールE・アルフォンゾR・ベンチュラK・アボットB・アグバヤニJ・ペイトンT・ペレス | 4                          | 三                         | F・タティス                | 右                         | R・アンキールE・マレーロW・クラークF・ビーニャF・タティスE・レンテリアR・ランク · フォードJ・エドモンズS・ダンストン |
| 5                    | 三                   | R・ベンチュラ        | 左                   | A・ライターM・ピアッツァT・ジールE・アルフォンゾR・ベンチュラK・アボットB・アグバヤニJ・ペイトンT・ペレス | 5                          | 一                         | W・クラーク                | 左                         | R・アンキールE・マレーロW・クラークF・ビーニャF・タティスE・レンテリアR・ランク · フォードJ・エドモンズS・ダンストン |
| 6                    | 左                   | B・アグバヤニ        | 右                   | A・ライターM・ピアッツァT・ジールE・アルフォンゾR・ベンチュラK・アボットB・アグバヤニJ・ペイトンT・ペレス | 6                          | 右                         | S・ダンストン              | 右                         | R・アンキールE・マレーロW・クラークF・ビーニャF・タティスE・レンテリアR・ランク · フォードJ・エドモンズS・ダンストン |
| 7                    | 中                   | J・ペイトン          | 右                   | A・ライターM・ピアッツァT・ジールE・アルフォンゾR・ベンチュラK・アボットB・アグバヤニJ・ペイトンT・ペレス | 7                          | 左                         | R・ランクフォード          | 左                         | R・アンキールE・マレーロW・クラークF・ビーニャF・タティスE・レンテリアR・ランク · フォードJ・エドモンズS・ダンストン |
| 8                    | 遊                   | K・アボット          | 右                   | A・ライターM・ピアッツァT・ジールE・アルフォンゾR・ベンチュラK・アボットB・アグバヤニJ・ペイトンT・ペレス | 8                          | 捕                         | E・マレーロ                | 右                         | R・アンキールE・マレーロW・クラークF・ビーニャF・タティスE・レンテリアR・ランク · フォードJ・エドモンズS・ダンストン |
| 9                    | 投                   | A・ライター          | 左                   | A・ライターM・ピアッツァT・ジールE・アルフォンゾR・ベンチュラK・アボットB・アグバヤニJ・ペイトンT・ペレス | 9                          | 投                         | R・アンキール              | 左                         | R・アンキールE・マレーロW・クラークF・ビーニャF・タティスE・レンテリアR・ランク · フォードJ・エドモンズS・ダンストン |
| 先発投手             | 先発投手             | 先発投手             | 投球                 | A・ライターM・ピアッツァT・ジールE・アルフォンゾR・ベンチュラK・アボットB・アグバヤニJ・ペイトンT・ペレス | 先発投手                   | 先発投手                   | 先発投手                   | 投球                       | R・アンキールE・マレーロW・クラークF・ビーニャF・タティスE・レンテリアR・ランク · フォードJ・エドモンズS・ダンストン |
| A・ライター          | A・ライター          | A・ライター          | 左                   | A・ライターM・ピアッツァT・ジールE・アルフォンゾR・ベンチュラK・アボットB・アグバヤニJ・ペイトンT・ペレス | R・アンキール              | R・アンキール              | R・アンキール              | 左                         | R・アンキールE・マレーロW・クラークF・ビーニャF・タティスE・レンテリアR・ランク · フォードJ・エドモンズS・ダンストン |

### 第3戦 10月14日
- シェイ・スタジアム（ニューヨーク州ニューヨーク市クイーンズ区）

|                            | 1 | 2 | 3 | 4 | 5 | 6 | 7 | 8 | 9 | R | H  | E |
| -------------------------- | - | - | - | - | - | - | - | - | - | - | -- | - |
| セントルイス・カージナルス | 2 | 0 | 2 | 1 | 3 | 0 | 0 | 0 | 0 | 8 | 14 | 0 |
| ニューヨーク・メッツ       | 1 | 0 | 0 | 1 | 0 | 0 | 0 | 0 | 0 | 2 | 7  | 1 |

1. 勝利：アンディ・ベネス（1勝）
2. 敗戦：リック・リード（1敗）
3. 審判
［球審］エド・ラピュアーノ
［塁審］一塁: デイル・スコット、二塁: デイナ・デムス、三塁: スティーブ・リプリー
［外審］左翼: ブルース・フローミング、右翼: ティム・チダ
4. 試合開始時刻: 東部夏時間（UTC-4）午後4時21分  試合時間: 3時間23分  観客: 5万5693人  気温: 76°F（24.4°C）
詳細: Baseball-Reference.com

| セントルイス・カージナルス | セントルイス・カージナルス | セントルイス・カージナルス | セントルイス・カージナルス | セントルイス・カージナルス                                                                                         | ニューヨーク・メッツ | ニューヨーク・メッツ | ニューヨーク・メッツ | ニューヨーク・メッツ | ニューヨーク・メッツ                                                                                        |
| -------------------------- | -------------------------- | -------------------------- | -------------------------- | --- | -------------------- | -------------------- | -------------------- | -------------------- | --- |
| 打順                       | 守備                       | 選手                       | 打席                       | A・ベネスC・ヘルナンデスW・クラークF・ビーニャF・タティスE・レンテリアR・ランク · フォードJ・エドモンズJ・ドリュー | 打順                 | 守備                 | 選手                 | 打席                 | R・リードM・ピアッツァT・ジールE・アルフォンゾR・ベンチュラM・ボーディックB・アグバヤニJ・ペイトンT・ペレス |
| 1                          | 二                         | F・ビーニャ                | 左                         | A・ベネスC・ヘルナンデスW・クラークF・ビーニャF・タティスE・レンテリアR・ランク · フォードJ・エドモンズJ・ドリュー | 1                    | 右                   | T・ペレス            | 左                   | R・リードM・ピアッツァT・ジールE・アルフォンゾR・ベンチュラM・ボーディックB・アグバヤニJ・ペイトンT・ペレス |
| 2                          | 遊                         | E・レンテリア              | 右                         | A・ベネスC・ヘルナンデスW・クラークF・ビーニャF・タティスE・レンテリアR・ランク · フォードJ・エドモンズJ・ドリュー | 2                    | 二                   | E・アルフォンゾ      | 右                   | R・リードM・ピアッツァT・ジールE・アルフォンゾR・ベンチュラM・ボーディックB・アグバヤニJ・ペイトンT・ペレス |
| 3                          | 中                         | J・エドモンズ              | 左                         | A・ベネスC・ヘルナンデスW・クラークF・ビーニャF・タティスE・レンテリアR・ランク · フォードJ・エドモンズJ・ドリュー | 3                    | 捕                   | M・ピアッツァ        | 右                   | R・リードM・ピアッツァT・ジールE・アルフォンゾR・ベンチュラM・ボーディックB・アグバヤニJ・ペイトンT・ペレス |
| 4                          | 一                         | W・クラーク                | 左                         | A・ベネスC・ヘルナンデスW・クラークF・ビーニャF・タティスE・レンテリアR・ランク · フォードJ・エドモンズJ・ドリュー | 4                    | 三                   | R・ベンチュラ        | 左                   | R・リードM・ピアッツァT・ジールE・アルフォンゾR・ベンチュラM・ボーディックB・アグバヤニJ・ペイトンT・ペレス |
| 5                          | 左                         | R・ランクフォード          | 左                         | A・ベネスC・ヘルナンデスW・クラークF・ビーニャF・タティスE・レンテリアR・ランク · フォードJ・エドモンズJ・ドリュー | 5                    | 一                   | T・ジール            | 右                   | R・リードM・ピアッツァT・ジールE・アルフォンゾR・ベンチュラM・ボーディックB・アグバヤニJ・ペイトンT・ペレス |
| 6                          | 三                         | F・タティス                | 右                         | A・ベネスC・ヘルナンデスW・クラークF・ビーニャF・タティスE・レンテリアR・ランク · フォードJ・エドモンズJ・ドリュー | 6                    | 左                   | B・アグバヤニ        | 右                   | R・リードM・ピアッツァT・ジールE・アルフォンゾR・ベンチュラM・ボーディックB・アグバヤニJ・ペイトンT・ペレス |
| 7                          | 右                         | J・ドリュー                | 左                         | A・ベネスC・ヘルナンデスW・クラークF・ビーニャF・タティスE・レンテリアR・ランク · フォードJ・エドモンズJ・ドリュー | 7                    | 中                   | J・ペイトン          | 右                   | R・リードM・ピアッツァT・ジールE・アルフォンゾR・ベンチュラM・ボーディックB・アグバヤニJ・ペイトンT・ペレス |
| 8                          | 捕                         | C・ヘルナンデス            | 右                         | A・ベネスC・ヘルナンデスW・クラークF・ビーニャF・タティスE・レンテリアR・ランク · フォードJ・エドモンズJ・ドリュー | 8                    | 遊                   | M・ボーディック      | 右                   | R・リードM・ピアッツァT・ジールE・アルフォンゾR・ベンチュラM・ボーディックB・アグバヤニJ・ペイトンT・ペレス |
| 9                          | 投                         | A・ベネス                  | 右                         | A・ベネスC・ヘルナンデスW・クラークF・ビーニャF・タティスE・レンテリアR・ランク · フォードJ・エドモンズJ・ドリュー | 9                    | 投                   | R・リード            | 右                   | R・リードM・ピアッツァT・ジールE・アルフォンゾR・ベンチュラM・ボーディックB・アグバヤニJ・ペイトンT・ペレス |
| 先発投手                   | 先発投手                   | 先発投手                   | 投球                       | A・ベネスC・ヘルナンデスW・クラークF・ビーニャF・タティスE・レンテリアR・ランク · フォードJ・エドモンズJ・ドリュー | 先発投手             | 先発投手             | 先発投手             | 投球                 | R・リードM・ピアッツァT・ジールE・アルフォンゾR・ベンチュラM・ボーディックB・アグバヤニJ・ペイトンT・ペレス |
| A・ベネス                  | A・ベネス                  | A・ベネス                  | 右                         | A・ベネスC・ヘルナンデスW・クラークF・ビーニャF・タティスE・レンテリアR・ランク · フォードJ・エドモンズJ・ドリュー | R・リード            | R・リード            | R・リード            | 右                   | R・リードM・ピアッツァT・ジールE・アルフォンゾR・ベンチュラM・ボーディックB・アグバヤニJ・ペイトンT・ペレス |

### 第4戦 10月15日
- シェイ・スタジアム（ニューヨーク州ニューヨーク市クイーンズ区）

|                            | 1 | 2 | 3 | 4 | 5 | 6 | 7 | 8 | 9 | R  | H  | E |
| -------------------------- | - | - | - | - | - | - | - | - | - | -- | -- | - |
| セントルイス・カージナルス | 2 | 0 | 0 | 1 | 3 | 0 | 0 | 0 | 0 | 6  | 11 | 2 |
| ニューヨーク・メッツ       | 4 | 3 | 0 | 1 | 0 | 2 | 0 | 0 | X | 10 | 9  | 0 |

1. 勝利：グレンドン・ラッシュ（1勝）
2. 敗戦：ダリル・カイル（2敗）
3. 本塁打
STL：ジム・エドモンズ1号2ラン、ウィル・クラーク1号ソロ
4. 審判
［球審］デイル・スコット
［塁審］一塁: デイナ・デムス、二塁: スティーブ・リプリー、三塁: ブルース・フローミング
［外審］左翼: ティム・チダ、右翼: エド・ラピュアーノ
5. 試合開始時刻: 東部夏時間（UTC-4）午後8時2分  試合時間: 3時間14分  観客: 5万5665人  気温: 76°F（24.4°C）
詳細: Baseball-Reference.com

| セントルイス・カージナルス | セントルイス・カージナルス | セントルイス・カージナルス | セントルイス・カージナルス | セントルイス・カージナルス                                                                                         | ニューヨーク・メッツ | ニューヨーク・メッツ | ニューヨーク・メッツ | ニューヨーク・メッツ | ニューヨーク・メッツ                                                                                            |
| -------------------------- | -------------------------- | -------------------------- | -------------------------- | --- | -------------------- | -------------------- | -------------------- | -------------------- | --- |
| 打順                       | 守備                       | 選手                       | 打席                       | D・カイルC・ヘルナンデスW・クラークF・ビーニャF・タティスE・レンテリアR・ランク · フォードJ・エドモンズJ・ドリュー | 打順                 | 守備                 | 選手                 | 打席                 | B・ジョーンズM・ピアッツァT・ジールE・アルフォンゾR・ベンチュラM・ボーディックB・アグバヤニJ・ペイトンT・ペレス |
| 1                          | 二                         | F・ビーニャ                | 左                         | D・カイルC・ヘルナンデスW・クラークF・ビーニャF・タティスE・レンテリアR・ランク · フォードJ・エドモンズJ・ドリュー | 1                    | 右                   | T・ペレス            | 左                   | B・ジョーンズM・ピアッツァT・ジールE・アルフォンゾR・ベンチュラM・ボーディックB・アグバヤニJ・ペイトンT・ペレス |
| 2                          | 遊                         | E・レンテリア              | 右                         | D・カイルC・ヘルナンデスW・クラークF・ビーニャF・タティスE・レンテリアR・ランク · フォードJ・エドモンズJ・ドリュー | 2                    | 二                   | E・アルフォンゾ      | 右                   | B・ジョーンズM・ピアッツァT・ジールE・アルフォンゾR・ベンチュラM・ボーディックB・アグバヤニJ・ペイトンT・ペレス |
| 3                          | 中                         | J・エドモンズ              | 左                         | D・カイルC・ヘルナンデスW・クラークF・ビーニャF・タティスE・レンテリアR・ランク · フォードJ・エドモンズJ・ドリュー | 3                    | 捕                   | M・ピアッツァ        | 右                   | B・ジョーンズM・ピアッツァT・ジールE・アルフォンゾR・ベンチュラM・ボーディックB・アグバヤニJ・ペイトンT・ペレス |
| 4                          | 一                         | W・クラーク                | 左                         | D・カイルC・ヘルナンデスW・クラークF・ビーニャF・タティスE・レンテリアR・ランク · フォードJ・エドモンズJ・ドリュー | 4                    | 三                   | R・ベンチュラ        | 左                   | B・ジョーンズM・ピアッツァT・ジールE・アルフォンゾR・ベンチュラM・ボーディックB・アグバヤニJ・ペイトンT・ペレス |
| 5                          | 左                         | R・ランクフォード          | 左                         | D・カイルC・ヘルナンデスW・クラークF・ビーニャF・タティスE・レンテリアR・ランク · フォードJ・エドモンズJ・ドリュー | 5                    | 一                   | T・ジール            | 右                   | B・ジョーンズM・ピアッツァT・ジールE・アルフォンゾR・ベンチュラM・ボーディックB・アグバヤニJ・ペイトンT・ペレス |
| 6                          | 三                         | F・タティス                | 右                         | D・カイルC・ヘルナンデスW・クラークF・ビーニャF・タティスE・レンテリアR・ランク · フォードJ・エドモンズJ・ドリュー | 6                    | 左                   | B・アグバヤニ        | 右                   | B・ジョーンズM・ピアッツァT・ジールE・アルフォンゾR・ベンチュラM・ボーディックB・アグバヤニJ・ペイトンT・ペレス |
| 7                          | 右                         | J・ドリュー                | 左                         | D・カイルC・ヘルナンデスW・クラークF・ビーニャF・タティスE・レンテリアR・ランク · フォードJ・エドモンズJ・ドリュー | 7                    | 中                   | J・ペイトン          | 右                   | B・ジョーンズM・ピアッツァT・ジールE・アルフォンゾR・ベンチュラM・ボーディックB・アグバヤニJ・ペイトンT・ペレス |
| 8                          | 捕                         | C・ヘルナンデス            | 右                         | D・カイルC・ヘルナンデスW・クラークF・ビーニャF・タティスE・レンテリアR・ランク · フォードJ・エドモンズJ・ドリュー | 8                    | 遊                   | M・ボーディック      | 右                   | B・ジョーンズM・ピアッツァT・ジールE・アルフォンゾR・ベンチュラM・ボーディックB・アグバヤニJ・ペイトンT・ペレス |
| 9                          | 投                         | D・カイル                  | 右                         | D・カイルC・ヘルナンデスW・クラークF・ビーニャF・タティスE・レンテリアR・ランク · フォードJ・エドモンズJ・ドリュー | 9                    | 投                   | B・ジョーンズ        | 右                   | B・ジョーンズM・ピアッツァT・ジールE・アルフォンゾR・ベンチュラM・ボーディックB・アグバヤニJ・ペイトンT・ペレス |
| 先発投手                   | 先発投手                   | 先発投手                   | 投球                       | D・カイルC・ヘルナンデスW・クラークF・ビーニャF・タティスE・レンテリアR・ランク · フォードJ・エドモンズJ・ドリュー | 先発投手             | 先発投手             | 先発投手             | 投球                 | B・ジョーンズM・ピアッツァT・ジールE・アルフォンゾR・ベンチュラM・ボーディックB・アグバヤニJ・ペイトンT・ペレス |
| D・カイル                  | D・カイル                  | D・カイル                  | 右                         | D・カイルC・ヘルナンデスW・クラークF・ビーニャF・タティスE・レンテリアR・ランク · フォードJ・エドモンズJ・ドリュー | B・ジョーンズ        | B・ジョーンズ        | B・ジョーンズ        | 右                   | B・ジョーンズM・ピアッツァT・ジールE・アルフォンゾR・ベンチュラM・ボーディックB・アグバヤニJ・ペイトンT・ペレス |

### 第5戦 10月16日
- シェイ・スタジアム（ニューヨーク州ニューヨーク市クイーンズ区）

|                            | 1 | 2 | 3 | 4 | 5 | 6 | 7 | 8 | 9 | R | H  | E |
| -------------------------- | - | - | - | - | - | - | - | - | - | - | -- | - |
| セントルイス・カージナルス | 0 | 0 | 0 | 0 | 0 | 0 | 0 | 0 | 0 | 0 | 3  | 2 |
| ニューヨーク・メッツ       | 3 | 0 | 0 | 3 | 0 | 0 | 1 | 0 | X | 7 | 10 | 0 |

1. 勝利：マイク・ハンプトン（1勝）
2. 敗戦：パット・ヘントゲン（1敗）
3. 審判
［球審］デイナ・デムス
［塁審］一塁: スティーブ・リプリー、二塁: ブルース・フローミング、三塁: ティム・チダ
［外審］左翼: エド・ラピュアーノ、右翼: デイル・スコット
4. 試合開始時刻: 東部夏時間（UTC-4）午後8時22分  試合時間: 3時間17分  観客: 5万5695人  気温: 57°F（13.9°C）
詳細: Baseball-Reference.com

| セントルイス・カージナルス | セントルイス・カージナルス | セントルイス・カージナルス | セントルイス・カージナルス | セントルイス・カージナルス                                                                                             | ニューヨーク・メッツ | ニューヨーク・メッツ | ニューヨーク・メッツ | ニューヨーク・メッツ | ニューヨーク・メッツ                                                                                            |
| -------------------------- | -------------------------- | -------------------------- | -------------------------- | --- | -------------------- | -------------------- | -------------------- | -------------------- | --- |
| 打順                       | 守備                       | 選手                       | 打席                       | P・ヘントゲンC・ヘルナンデスW・クラークF・ビーニャP・ポランコE・レンテリアR・ランク · フォードJ・エドモンズE・デービス | 打順                 | 守備                 | 選手                 | 打席                 | M・ハンプトンM・ピアッツァT・ジールE・アルフォンゾR・ベンチュラM・ボーディックB・アグバヤニJ・ペイトンT・ペレス |
| 1                          | 二                         | F・ビーニャ                | 左                         | P・ヘントゲンC・ヘルナンデスW・クラークF・ビーニャP・ポランコE・レンテリアR・ランク · フォードJ・エドモンズE・デービス | 1                    | 右                   | T・ペレス            | 左                   | M・ハンプトンM・ピアッツァT・ジールE・アルフォンゾR・ベンチュラM・ボーディックB・アグバヤニJ・ペイトンT・ペレス |
| 2                          | 三                         | P・ポランコ                | 右                         | P・ヘントゲンC・ヘルナンデスW・クラークF・ビーニャP・ポランコE・レンテリアR・ランク · フォードJ・エドモンズE・デービス | 2                    | 二                   | E・アルフォンゾ      | 右                   | M・ハンプトンM・ピアッツァT・ジールE・アルフォンゾR・ベンチュラM・ボーディックB・アグバヤニJ・ペイトンT・ペレス |
| 3                          | 中                         | J・エドモンズ              | 左                         | P・ヘントゲンC・ヘルナンデスW・クラークF・ビーニャP・ポランコE・レンテリアR・ランク · フォードJ・エドモンズE・デービス | 3                    | 捕                   | M・ピアッツァ        | 右                   | M・ハンプトンM・ピアッツァT・ジールE・アルフォンゾR・ベンチュラM・ボーディックB・アグバヤニJ・ペイトンT・ペレス |
| 4                          | 右                         | E・デービス                | 右                         | P・ヘントゲンC・ヘルナンデスW・クラークF・ビーニャP・ポランコE・レンテリアR・ランク · フォードJ・エドモンズE・デービス | 4                    | 三                   | R・ベンチュラ        | 左                   | M・ハンプトンM・ピアッツァT・ジールE・アルフォンゾR・ベンチュラM・ボーディックB・アグバヤニJ・ペイトンT・ペレス |
| 5                          | 一                         | W・クラーク                | 左                         | P・ヘントゲンC・ヘルナンデスW・クラークF・ビーニャP・ポランコE・レンテリアR・ランク · フォードJ・エドモンズE・デービス | 5                    | 一                   | T・ジール            | 右                   | M・ハンプトンM・ピアッツァT・ジールE・アルフォンゾR・ベンチュラM・ボーディックB・アグバヤニJ・ペイトンT・ペレス |
| 6                          | 遊                         | E・レンテリア              | 右                         | P・ヘントゲンC・ヘルナンデスW・クラークF・ビーニャP・ポランコE・レンテリアR・ランク · フォードJ・エドモンズE・デービス | 6                    | 左                   | B・アグバヤニ        | 右                   | M・ハンプトンM・ピアッツァT・ジールE・アルフォンゾR・ベンチュラM・ボーディックB・アグバヤニJ・ペイトンT・ペレス |
| 7                          | 左                         | R・ランクフォード          | 左                         | P・ヘントゲンC・ヘルナンデスW・クラークF・ビーニャP・ポランコE・レンテリアR・ランク · フォードJ・エドモンズE・デービス | 7                    | 中                   | J・ペイトン          | 右                   | M・ハンプトンM・ピアッツァT・ジールE・アルフォンゾR・ベンチュラM・ボーディックB・アグバヤニJ・ペイトンT・ペレス |
| 8                          | 捕                         | C・ヘルナンデス            | 右                         | P・ヘントゲンC・ヘルナンデスW・クラークF・ビーニャP・ポランコE・レンテリアR・ランク · フォードJ・エドモンズE・デービス | 8                    | 遊                   | M・ボーディック      | 右                   | M・ハンプトンM・ピアッツァT・ジールE・アルフォンゾR・ベンチュラM・ボーディックB・アグバヤニJ・ペイトンT・ペレス |
| 9                          | 投                         | P・ヘントゲン              | 右                         | P・ヘントゲンC・ヘルナンデスW・クラークF・ビーニャP・ポランコE・レンテリアR・ランク · フォードJ・エドモンズE・デービス | 9                    | 投                   | M・ハンプトン        | 右                   | M・ハンプトンM・ピアッツァT・ジールE・アルフォンゾR・ベンチュラM・ボーディックB・アグバヤニJ・ペイトンT・ペレス |
| 先発投手                   | 先発投手                   | 先発投手                   | 投球                       | P・ヘントゲンC・ヘルナンデスW・クラークF・ビーニャP・ポランコE・レンテリアR・ランク · フォードJ・エドモンズE・デービス | 先発投手             | 先発投手             | 先発投手             | 投球                 | M・ハンプトンM・ピアッツァT・ジールE・アルフォンゾR・ベンチュラM・ボーディックB・アグバヤニJ・ペイトンT・ペレス |
| P・ヘントゲン              | P・ヘントゲン              | P・ヘントゲン              | 右                         | P・ヘントゲンC・ヘルナンデスW・クラークF・ビーニャP・ポランコE・レンテリアR・ランク · フォードJ・エドモンズE・デービス | M・ハンプトン        | M・ハンプトン        | M・ハンプトン        | 左                   | M・ハンプトンM・ピアッツァT・ジールE・アルフォンゾR・ベンチュラM・ボーディックB・アグバヤニJ・ペイトンT・ペレス |